# Korunka k Božímu milosrdenství

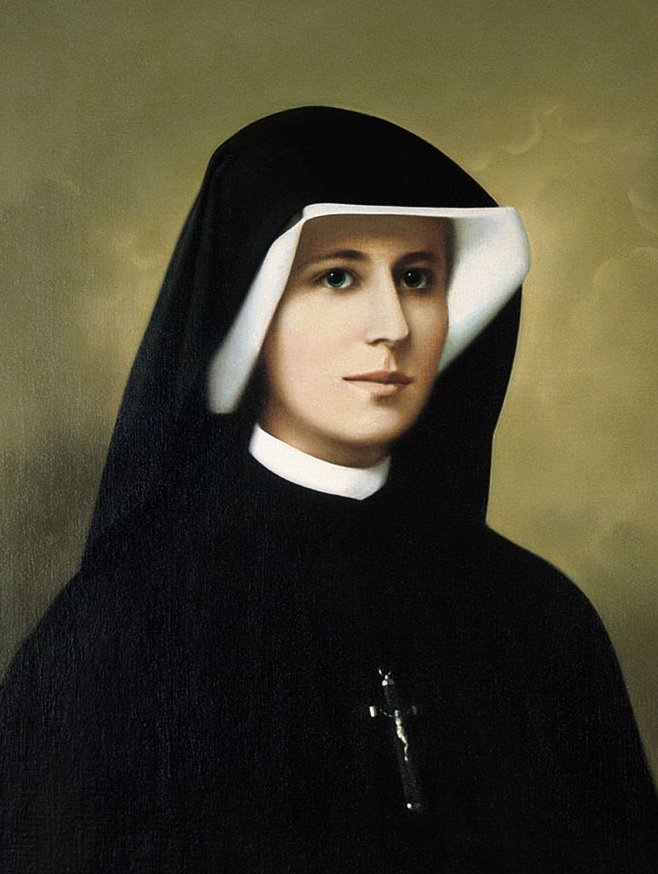
sv. Helena Faustyna Kowalska

Korunka k Božímu milosrdenství je římskokatolická modlitba založená na viděních polské řeholnice sv. Marie Faustyny Kowalské (1905-1938, kanonizována v roce 2000). K modlitbě lze použít růženec, není ale nezbytný (korunka je označení pro modlitby, které sice nejsou klasickým růžencem, ale zachovávají jeho strukturu). Modlitba slouží k utišení Božího hněvu a prosbě o milosrdenství. Vidění se uskutečnilo v roce 1930 a příkazu modlit se Korunku se sv. Maria Faustyna Kowalska držela až do své smrti.
Podle vidění sestry Faustyny, jak si je zaznamenala, ve svém deníku, obdrží při smrti všichni, kteří se tuto korunku modlí, velkou milost. V jejím vidění Ježíš Kristus řekl: „Před tím, kdo se v blízkosti smrti modlí tuto korunku, budu stát ne jako soudce, ale jako milosrdný Spasitel.“ Ježíš jí dle jejích vidění dále slíbil, že touto modlitbou může být dosaženo cokoliv, co je v souladu s jeho vůlí.

## Průběh modlitby
Korunka se skládá ze znamení kříže (Ve jménu Otce i Syna i Ducha svatého), Otčenáše, Zdrávasu a Apoštolského kréda. Dále se pětkrát opakuje desátek, složený z modlitby „Věčný Otče, obětuji ti tělo a krev, duši a božství tvého nejmilejšího Syna a našeho Pána Ježíše Krista, na smír za hříchy naše i celého světa“ (latinsky „Pater aeterne, offero tibi Corpus et Sanguinem, animam et divinitatem dilectissimi Filii Tui, Domini nostri, Iesu Christi, in propitiatione pro peccatis nostris et totius mundi“) a desetkrát opakované věty „Pro jeho bolestné utrpení bud' milosrdný k nám i k celému světu“ (latinsky „Pro dolorosa Eius passione, miserere nobis et totius mundi."). Korunka je pak zakončena původem řeckou modlitbou trisagion, která se skládá z třikrát opakovaného: „Svatý Bože, Svatý Silný, Svatý nesmrtelný, smiluj se nad námi a nad celým světem. “ (latinsky „Sanctus Deus, Sanctus Fortis, Sanctus Immortalis, miserere nobis et totius mundi“). K této základní variantě mohou být připojeny i některé další modlitby. 
Modlitba Věčný otče se tedy při použití běžného růžence modlí na těch zrnkách růžence, na kterých se při růženci modlí Otčenáš, a modlitba Pro jeho bolestné utrpení se modlí na zrnkách Zdrávasu. 
Modlitba byla formálně schválena papežem Janem Pavlem II. v roce 2001 a získala si mezi katolickými věřícími rychle velkou oblibu. Je součástí tzv. Novény k Božímu milosrdenství, kdy se ji věřící modlí v průběhu devíti dní s různými úmysly a kdy je dále doplněna o další modlitby.